# 나타샤 사드
나타샤 사드(덴마크어: Natasja Saad, 1974년 10월 31일  ~ 2007년 6월 24일)는 덴마크의 가수이다.
덴마크 코펜하겐에서 사진가로 일하던 덴마크인 어머니와 유학생 출신의 수단인 아버지 사이에서 태어났다. 1987년부터 코펜하겐에서 디스크 자키로 활동했으며 레게, 힙합 장르의 노래를 발표했다. 2007년 6월 24일, 자메이카 스패니시타운에서 일어난 자동차 사고로 인해 사망했다.

## 음반 목록

### 정규 앨범
- 2005년 《Release Album》
- 2007년 《I Danmark er jeg Født》
- 2008년 《Shooting Star》 (사후 발매)
- 2013년 《Gi os Christiania tilbage》 (사후 발매)
- 2018년 《Legacy (1974-2007)》 (사후 발매)

### 싱글
- 2003년 《Colors of My Mind" 12》
- 2003년 《Real Sponsor" 12》
- 2004년 《Summer Cute" 7》
- 2004년 《My Dogg /45 Questions》
- 2005년 《Op med Hovedet》
- 2005년 《Købmanden》
- 2006년 《Mon De Reggae》
- 2007년 《Calabria 2007 (with Enur)》
- 2007년 《Long Time" 7》
- 2007:년 《Gi' Mig Danmark Tilbage》
- 2008년 《I Danmark er jeg født》
- 2008년 《Better than dem》
- 2008년 《Fi Er Min》
- 2008년 《Ildebrand I Byen》
- 2008년 《Dig og Mig》